# Mindszent
Mindszent là một thành phố thuộc hạt Csongrád, Hungary. Thành phố này có diện tích 59,35 km², dân số năm 2010 là 6826 người, mật độ 115 người/km².